# Franziska Becker (Cartoonistin)

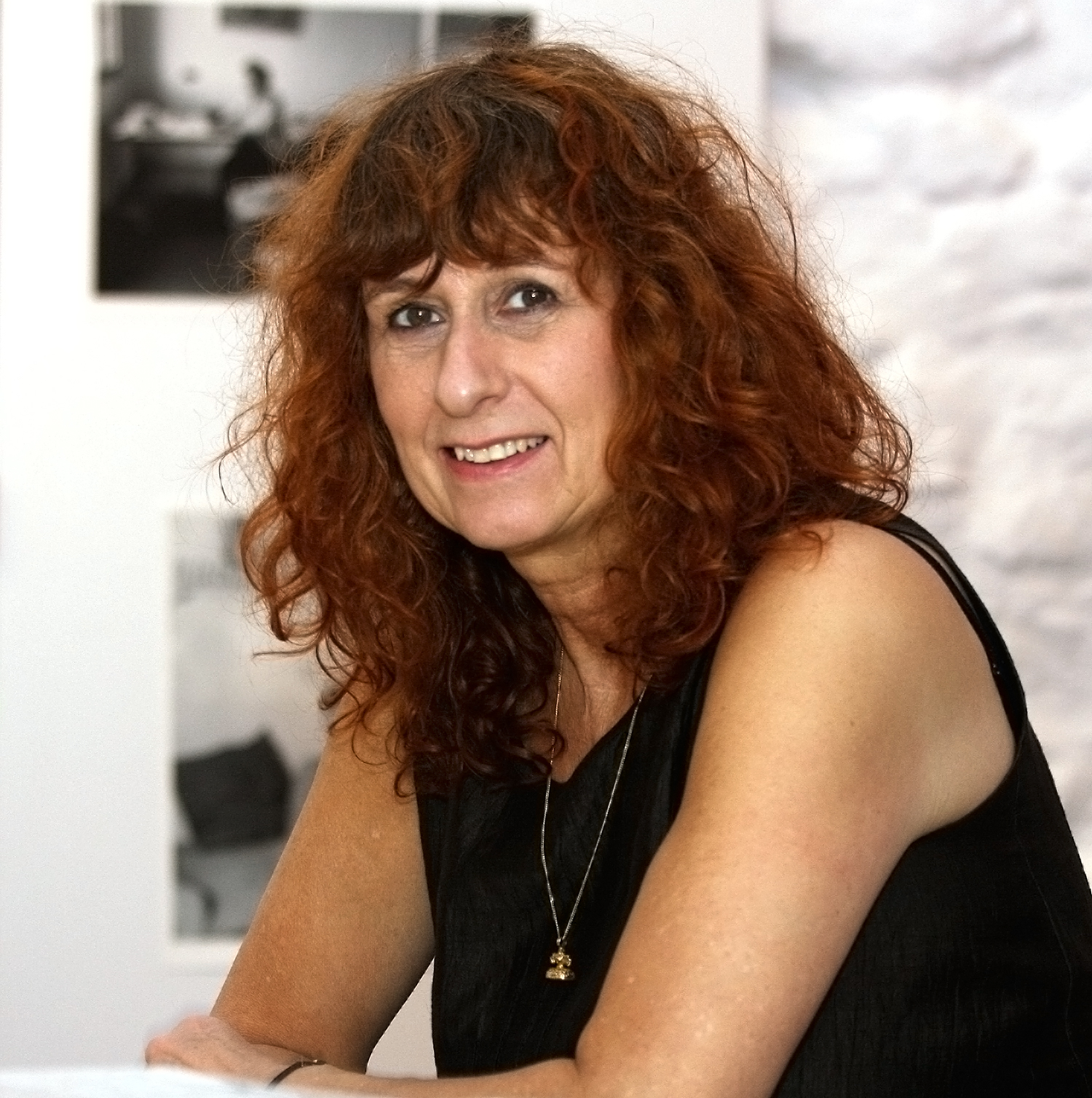
Franziska Becker (2009)

Franziska Becker (* 10. Juli 1949 in Mannheim) ist eine deutsche Cartoonistin.

## Leben
Franziska Becker wurde als Tochter eines Arztes und einer Hausfrau in eine liberale Familie geboren. Schon als Kind war sie von der Malerei fasziniert. Ihre Vorbilder waren Zeichner wie Wilhelm Busch, Carl Barks, Walter Trier, Olaf Gulbransson, e.o.plauen, Jeanne Mammen und George Grosz. Nach dem Abitur in Mannheim und einer Lehre als Medizinisch-Technische Assistentin studierte sie von 1972 bis 1976 an der Kunstakademie in Karlsruhe, unter anderen bei Markus Lüpertz.
Ab 1973 engagierte sich Becker in der feministischen Bewegung in Heidelberg, wo sie 1975 Alice Schwarzer kennenlernte. Im Jahr 1977 erschien ihr erster Cartoon in der ersten Ausgabe der Zeitschrift EMMA. Ihre Illustrationen, Karikaturen und Comics erschienen bald auch in anderen Magazinen und Zeitungen wie Annabelle, Psychologie Heute, Titanic, Stern und dem Kölner Stadt-Anzeiger. Seit den 1980er Jahren veröffentlichte sie 20 Bücher. Am erfolgreichsten wurden die Werke Feministischer Alltag, Männer, Weiber und Feminax und Walkürax. Im Jahr 1988 veröffentlichte Becker mit dem Cartoonisten Papan, mit dem sie auch zeitweilig liiert war, Hin und Her, eine Liebesgeschichte in Bildern. Am bekanntesten sind ihre satirischen Cartoons in der EMMA, in denen sie oftmals eine klischeehafte verkehrte Welt zwischen Mann und Frau darstellt, das Verhältnis zwischen Mensch und Tier betrachtet und Schönheitsoperationen und andere Themen aus dem Spektrum der Zeitschrift behandelt. In ihren Karikaturen zeichnet sie ein überwiegend kritisches Bild von Esoterik und Religionen. Beckers Werk umfasst neben Cartoons auch Buchillustrationen und Gemälde.
Im Jahr 1988 erhielt Becker den Max-und-Moritz-Preis für die beste Comiczeichnerin. Im Jahr 2010 zeigte das caricatura museum frankfurt eine ca. 300 Objekte umfassende Ausstellung ihrer Arbeiten unter dem Titel Franziska Becker – Letzte Warnung. Im Jahre 1995 illustrierte Becker zusammen mit dem Zeichner Papan das Kochbuch Meine Rezepte von TV-Moderator Alfred Biolek, der von 1994 bis 2007 die Kochsendung alfredissimo! moderierte. Im Jahr 2012 erhielt sie den Satirepreis Göttinger Elch. Im September 2013 wurde ihr in Stadthagen der Wilhelm-Busch-Preis verliehen. 2019 ehrte sie der Journalistinnenbund mit der Hedwig-Dohm-Urkunde für ihr Lebenswerk. Diese Auszeichnung rief eine Debatte unter feministischen Autorinnen und Medien hervor, ob und inwiefern Becker mit einigen ihrer Karikaturen rassistische und islamfeindliche Stereotype reproduziere und Klischees von vermeintlich zwangsläufig unterdrückten kopftuchtragenden Frauen zementiere.
Franziska Becker lebt in Köln.

## Ausstellungen
Die Ludwiggalerie Schloss Oberhausen organisierte im Kleinen Schloss vom 20. Oktober 2024 bis zum 2. Februar 2025 die Gruppenausstellung Aus der Rolle gefallen – Deutsche Comiczeichnerinnen im Blick. Der Titel der Ausstellung Aus der Rolle gefallen solle bereits zeigen, dass es inhaltlich um vertraute aber auch zu hinterfragende Rollenerwartungen an Frauen gehe. Neben Franziska Becker wurden noch Leben und Werk von Julia Bernhard, Lisa Frühbeis, Mia Oberländer und Paulina Stulin vorgestellt. Die gezeigten Künstlerinnen gehören, bis auf Becker, zu den Jahrgängen von Mitte der 1980er bis Mitte der 1990er Jahre. Damit sind sie laut den Ausstellern „Stimmen einer Generation, in der es immer selbstverständlicher wird auch weibliche Themen in den gezeichneten Geschichten zu besetzen“, in einer vormals männlich dominierten Comicszene (was für Künstler wie auch Leser gelte). Dabei sei es besonders erwähnenswert, dass es sich bei den fünf Comic-Künstlerinnen um „Doppeltalente handelt“, da sie sowohl Inhalt und Text, als auch Illustrationen selbst verantworten. Tenor der Ausstellung ist laut Jörg Restoff auf kulturwest.de, dass „herkömmliche Erzählmuster der Comics […] aus der weiblichen Perspektive hinterfragt und umgestrickt“ werden, beispielsweise mit Blick auf „Schönheitsideale, Sexualität oder das tendenziell problematische Verhältnis zum eigenen, als unzureichend empfundenen Körper“.

## Politisches Engagement
Sie ist Erstunterzeichnerin der von Sahra Wagenknecht und Alice Schwarzer initiierten Petition Manifest für Frieden, die zum Ende der militärischen Unterstützung der Ukraine im Zuge des Russischen Überfalls auf die Ukraine aufruft.

## Auszeichnungen
- 1988: Max-und-Moritz-Preis
- 2012: Göttinger Elch
- 2013: Wilhelm-Busch-Preis
- 2019: Hedwig-Dohm-Urkunde[12]
- 2021: Ludwig Emil Grimm-Preis[8]